# 日産大阪販売
日産大阪販売株式会社（にっさんおおさかはんばい）とは、大阪府大阪市に本社を置く日産自動車の販売会社である。
大阪府下に加え、兵庫県の阪神地区では、プリンス店の店舗運営を日産プリンス兵庫販売ではなく、同社が行っている。
2010年8月1日、日産プリンス大阪販売が大阪日産自動車と合併し「日産大阪販売」と改めた。

## 沿革
- 1968年
  - 6月1日 - 大阪市都島区相生町30番地に日産プリンス大阪販売株式会社設立。
  - 6月24日 - 日産プリンス枚方販売株式会社・日産プリンス阪神販売株式会社・大阪プリンス整備株式会社を合併。
- 2007年4月2日 - 大阪日産モーター株式会社を分割し合併。一部店舗は大阪日産自動車へ。
- 2009年11月10日 - 投資ファンド会社「日本みらいキャピタル」と日産ネットワークホールディングスの出資で持株会社「大阪カーライフグループ株式会社」を設立。大阪日産自動車と共に当該会社の子会社となる。
- 2010年8月1日 - 大阪日産自動車と合併し「日産大阪販売」となる。
- 2014年5月27日 - 伊藤忠エネクスが、日本みらいキャピタル出資分を含めた、大阪カーライフグループの株の過半数を買い取る。日産ネットワークホールディングスの出資はそのまま継続となる。

## 事業所

### レッドステージ
- 天満中古車センター
  - 大阪市都島区片町1-4-16
- 西福島店
  - 大阪市福島区吉野5-14-20
- 福島店
  - 大阪市福島区大開2-2-11
- 大阪ドーム南店
  - 大阪市西区境川1-1-34
- 東淀川店
  - 大阪市東淀川区菅原4-11-5
- 生野店
  - 大阪市生野区中川4-2-22
- 城東店
  - 大阪市城東区成育1-8-16
- 住吉店
  - 大阪市住吉区殿辻1-9-26
- 今宮店
  - 大阪市西成区南開1-6-24
- 淀川店
  - 大阪市淀川区新北野3-8-21
- 鶴見店
  - 大阪市鶴見区横堤1-12-35
- 住之江店
  - 大阪市住之江区西加賀屋1-1-39
- 喜連瓜破店
  - 大阪市平野区喜連西4-6-50
- 平野中古車センター
  - 大阪市平野区西脇4-3-6
- 平野店
  - 大阪市平野区西脇3-4-7
- 大淀店
  - 大阪市北区大淀中5-9-15
- 長堀店
  - 大阪市中央区東心斎橋1-2-2
- 堺北店
  - 堺市堺区北清水町2-1-13
- カーパレス堺
  - 堺市八田北町237
- 大野芝店
  - 堺市中区大野芝町123-1
- おおとり店
  - 堺市西区平岡町12-1
- 岸和田店
  - 岸和田市下松町1-5-7
- 豊中北店
  - 豊中市千里園1-5-28
- 名神豊中店
  - 豊中市服部寿町5-162
- 池田店
  - 池田市鉢塚3-13-24
- 吹田五月が丘店
  - 吹田市五月が丘北1-19
- 吹田店
  - 吹田市広芝町3-28
- 千里店
  - 吹田市津雲台7-4-4
- 高槻店
  - 高槻市今城町23-8
- 高槻南店
  - 高槻市唐崎南2-1-1
- 貝塚店
  - 貝塚市地蔵堂166-1
- 鶴見中古車センター
  - 守口市東郷通2-11-6
- 香里中古車センター
  - 枚方市南中振2-43-3
- 香里店
  - 枚方市南中振3-4-1
- 枚方西店
  - 枚方市中宮大池2-2-1
- 枚方東店
  - 枚方市池之宮4-15-11
- 茨木店
  - 茨木市宇野辺2-11-31
- 八尾中古車センター
  - 八尾市南太子堂3-1-69
- 八尾店
  - 八尾市南植松町3-8
- 泉佐野店
  - 泉佐野市新安松2-1-3
- 富田林店
  - 富田林市桜井町1-5-14
- 河内長野店
  - 河内長野市寿町1-3
- 中環松原店
  - 松原市岡4-6-20
- 大東店
  - 大東市平野屋1-4-6
- 和泉中央店
  - 和泉市唐国町3-15-45
- 箕面中古車センター
  - 箕面市西宿2-2-19
- 箕面店
  - 箕面市西宿2-2-12
- 箕面牧落店
  - 箕面市牧落5-4-3
- 外環藤井寺店
  - 羽曳野市誉田5-5-5
- 古川橋店
  - 門真市柳田町5-3
- 中環守口店
  - 門真市向島町1-19
- 門真店
  - 門真市宮前町10-14
- 高石店
  - 高石市西取石7-11-
- 外環藤井寺中古車センター
  - 藤井寺市古室3-17-29
- 藤井寺インター店
  - 藤井寺市御舟町1-15
- 外環石切中古車センター
  - 東大阪市布市町3-1-48
- 石切店
  - 東大阪市宝町22-46
- 東大阪中古車センター
  - 東大阪市若江西新町1-3-2
- 東大阪店
  - 東大阪市御厨6-2-29
- 布施店
  - 東大阪市高井田本通1-8-30
- 六万寺店
  - 東大阪市横小路町6-1-6
- 四條畷店
  - 四條畷市砂60-1
- 交野店
  - 交野市星田北1-29-3
- 狭山店
  - 大阪狭山市ぐみの木2-450-1
- 阪神店
  - 尼崎市名神町1-17-13
- 尼崎西中古車センター
  - 尼崎市崇徳院2-2
- 尼崎中古車センター
  - 尼崎市名神町1-3-3
- 尼崎東店
  - 尼崎市杭瀬本町1-8-9
- 夙川店
  - 西宮市郷免町3-20
- 西宮店
  - 西宮市今津水波町1-21
- 西宮北店
  - 西宮市能登町7-23
- 伊丹中古車センター
  - 伊丹市瑞ヶ丘3-22
- 伊丹店
  - 伊丹市鴻池1-11-3
- 宝塚店
  - 宝塚市旭町3-7-8
- 川西店
  - 川西市長尾町5-1

### ブルーステージ（旧大阪日産モーターの店舗）
- 都島店
  - 大阪市都島区友渕町2-15-15
- 堀江川口店
  - 大阪市西区川口2-3-11
- 堺鳳店
  - 堺市西区下田町1-23
- 豊中蛍池店
  - 豊中市清風荘1-12-2
- 高槻上牧店
  - 高槻市五領町19-8
- 守口店/守口中古車センター
  - 守口市金田町5-25-12
- 中環八尾店
  - 八尾市美園町2-18-4
- りんくう店
  - 泉佐野市りんくう往来南5-28
- 松原店
  - 松原市阿保2-79
- 東大阪北店
  - 東大阪市東鴻池町2-4-16

## スポンサー番組
- 朝日新聞ニュース、さわやかミュージック（旧） - 朝日放送ラジオ、毎週金曜日 ※日産プリンス大阪販売時代